# Saxicolinae
A Saxicolinae a madarak osztályának verébalakúak (Passeriformes) rendjébe és a légykapófélék (Muscicapidae) családjába tartozó alcsalád.
Az alcsaládba sorol fajokat, melyek korábban a rigófélék (Turdidae) családjába tartoztak áthelyezték ide. Áthelyezésük nem talált teljes egyetértésre a taxonómusok között, mivel ökológiai és viselkedéstani alapon legalább ugyanolyan közel állnak ezek a fajok a rigókhoz, mint a légykapókhoz.

## Rendszerezés
A család az alábbi 25 nem és 124 faj tartozik:
A Saxicolinae alcsaládba 25 nem tartozik:
- Heinrichia – 1 faj
- Leonardina – 1 faj
- Vauriella – 4 faj
- Larvivora – 6 vagy 8 faj
- Brachypteryx – 11 faj
- Irania – 1 faj
- Hodgsonius – 1 faj
- Luscinia – 4 faj
- Calliope – 5 faj
- Myiomela – 3 faj
- Tarsiger – 6 faj
- Heteroxenicus – 1 faj
- Enicurus – 8 faj
- Myophonus – 9 faj
- Cinclidium – 1 faj
- Ficedula – 28 faj
- Phoenicurus – 14 faj
- Monticola – 15 faj
- Saxicola – 15 faj
- Campicoloides – 1 faj
- Emarginata – 3 faj
- Pinarochroa – 1 faj
- Thamnolaea – 2 faj
- Myrmecocichla – 9 faj
- Oenanthe – 22 faj vagy Cercomela

## Képek

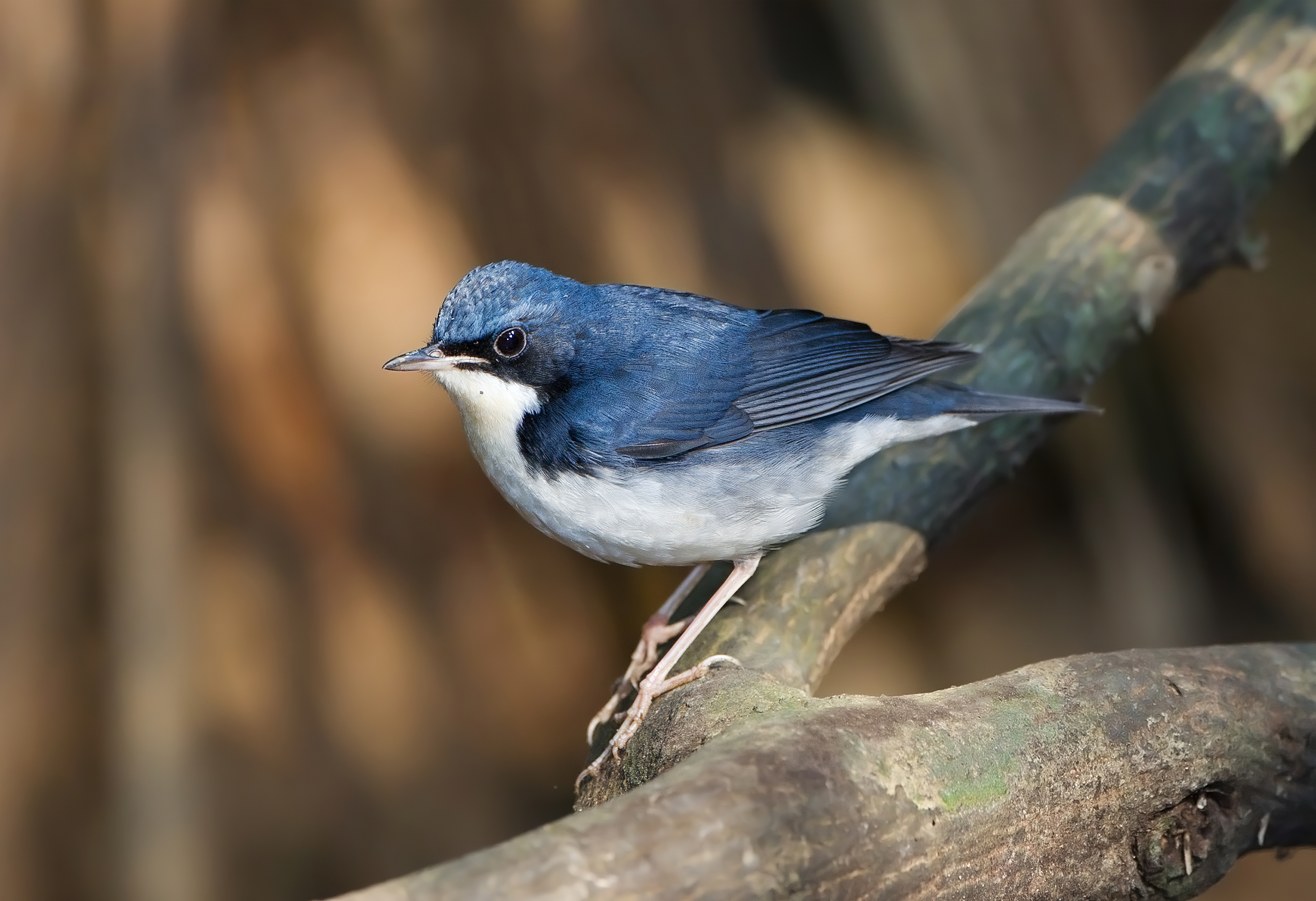
Hím kék fülemüle (Larvivora cyane)
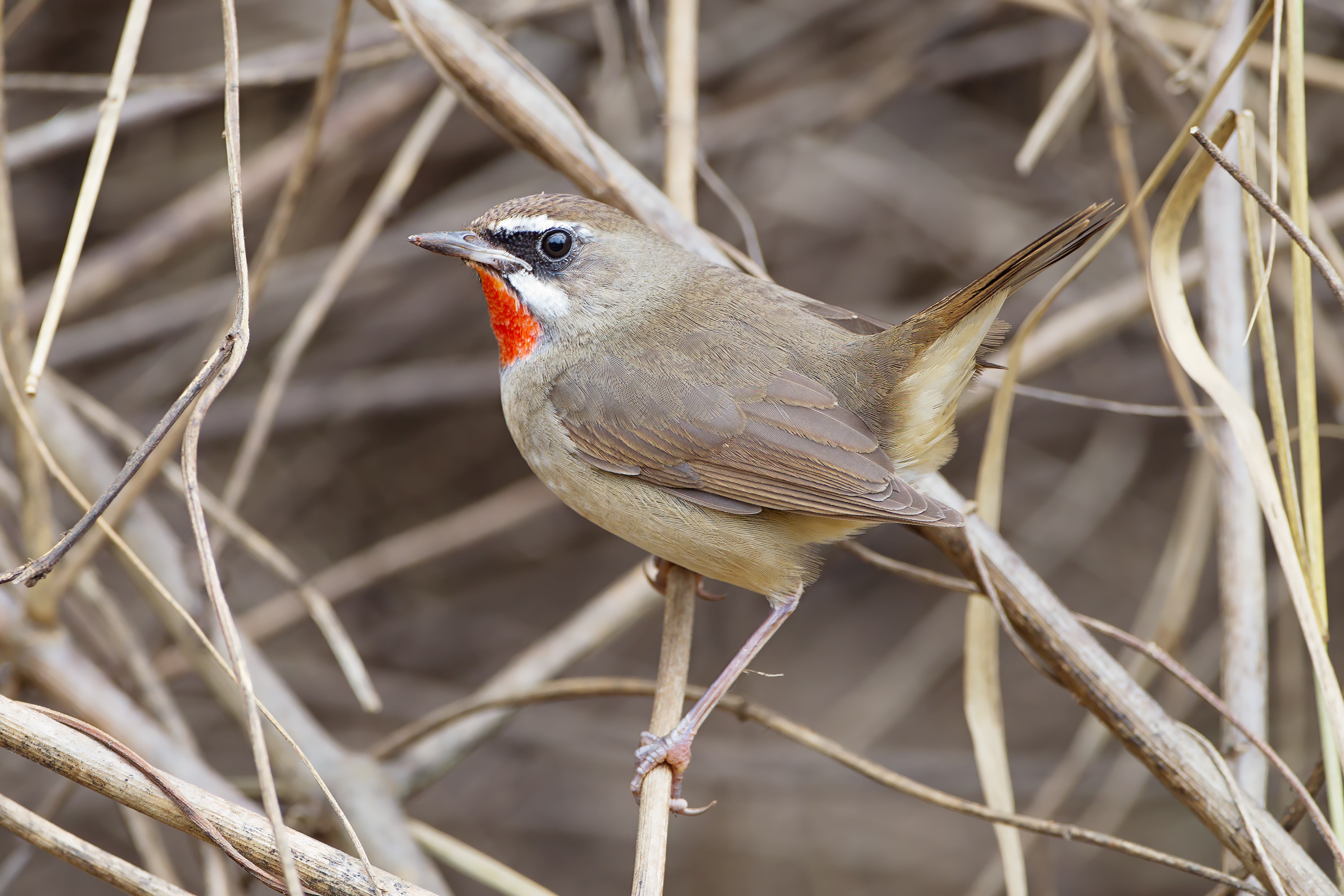
Hím rubinbegy (Calliope calliope)
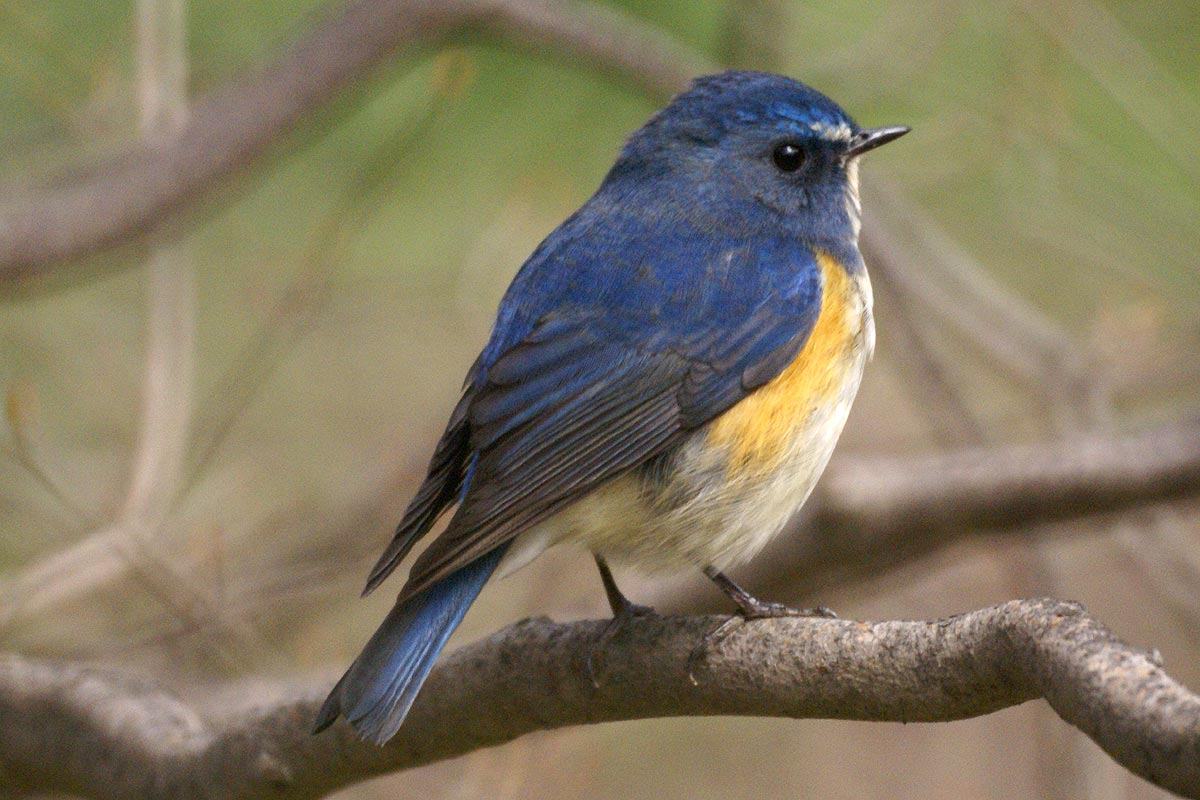
Kékfarkú  (Tarsiger cyanurus)
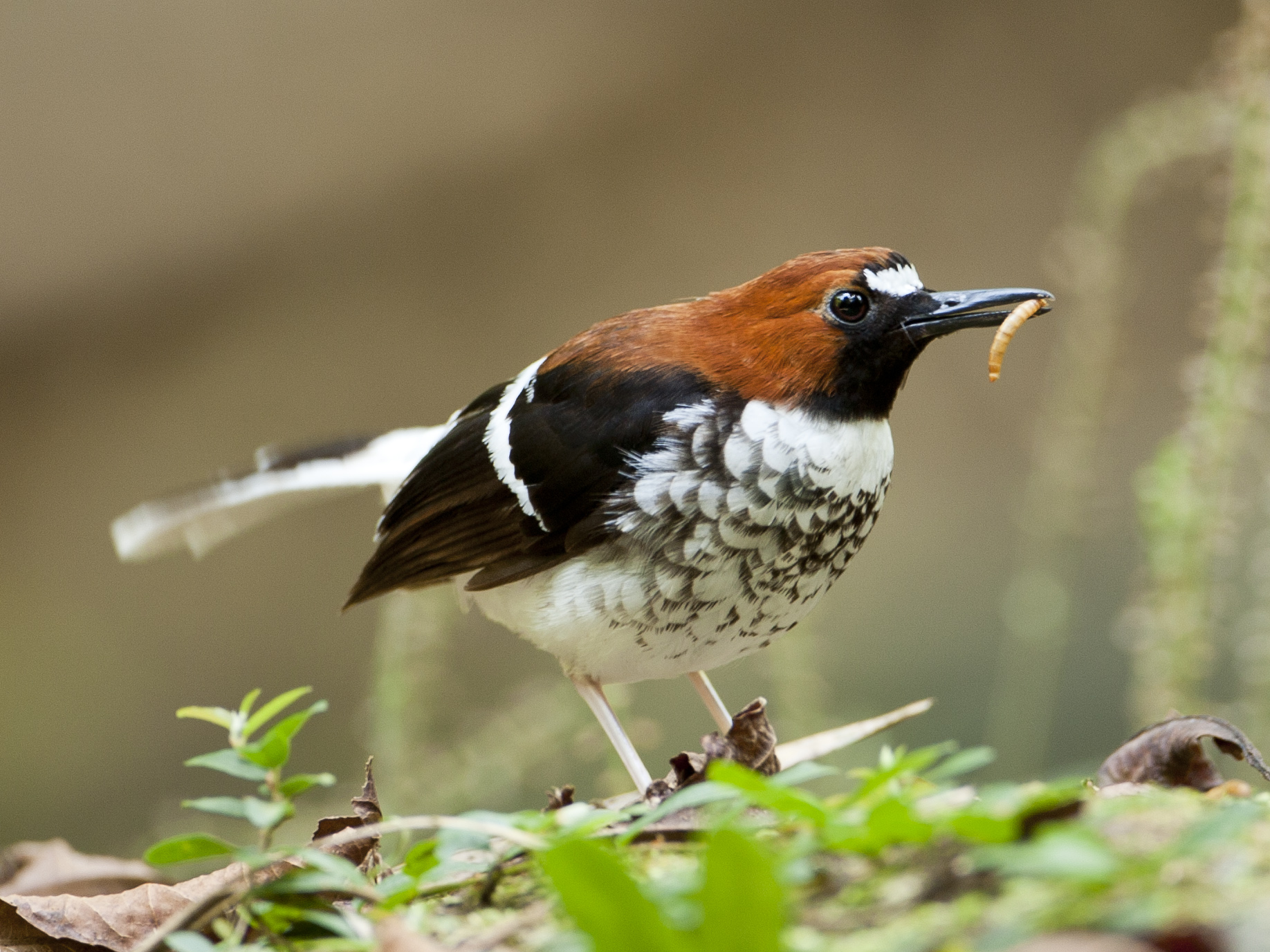
Rozsdásfejű villásrigó (Enicurus ruficapillus)
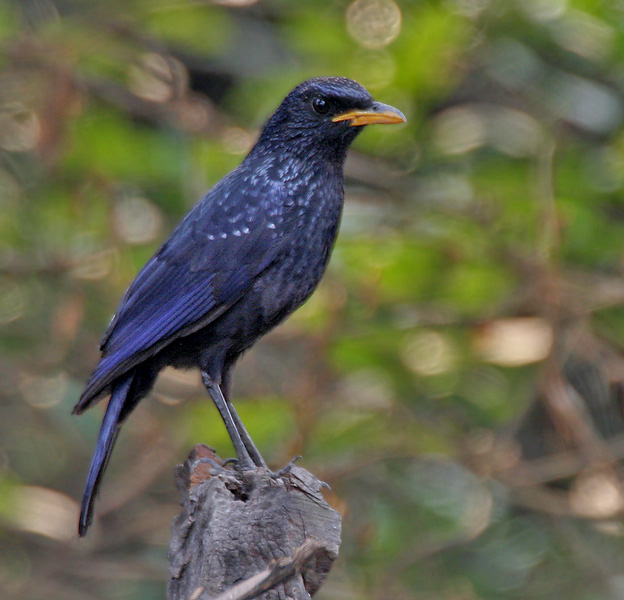
Vízi fütyülőrigó (Myophonus caeruleus)
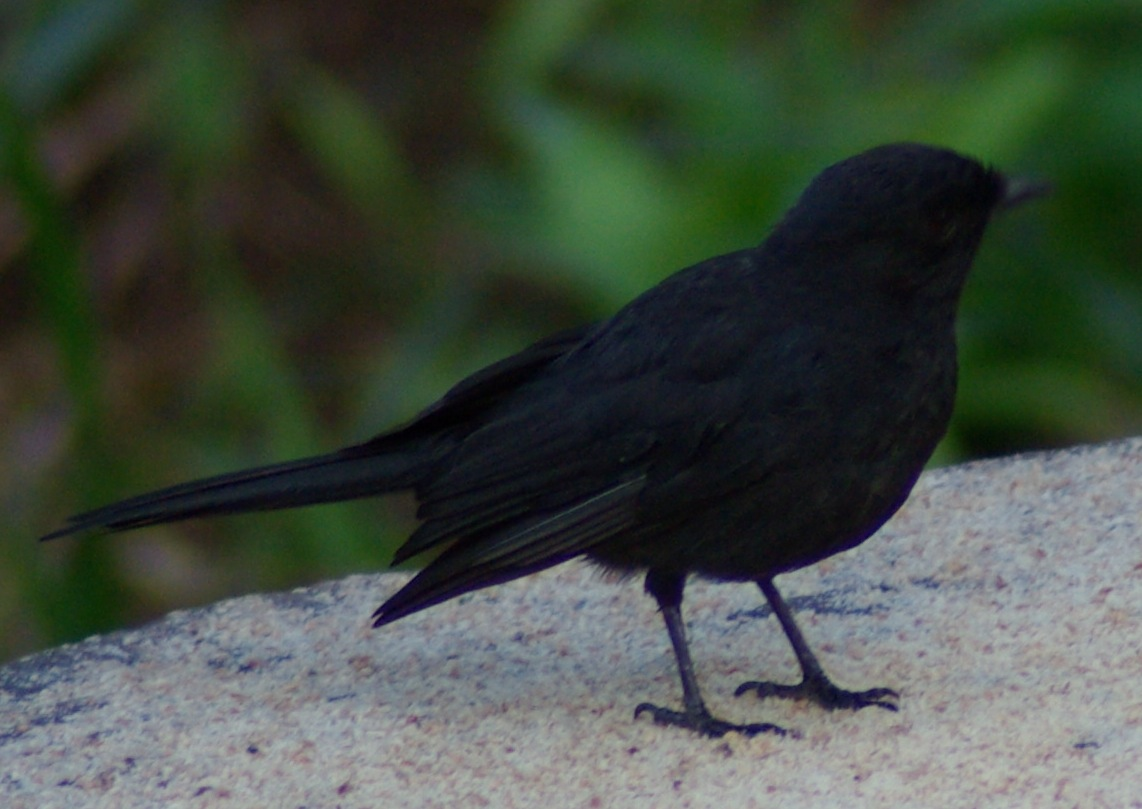
Száheli hangyászcsuk (Myrmecocichla aethiops)
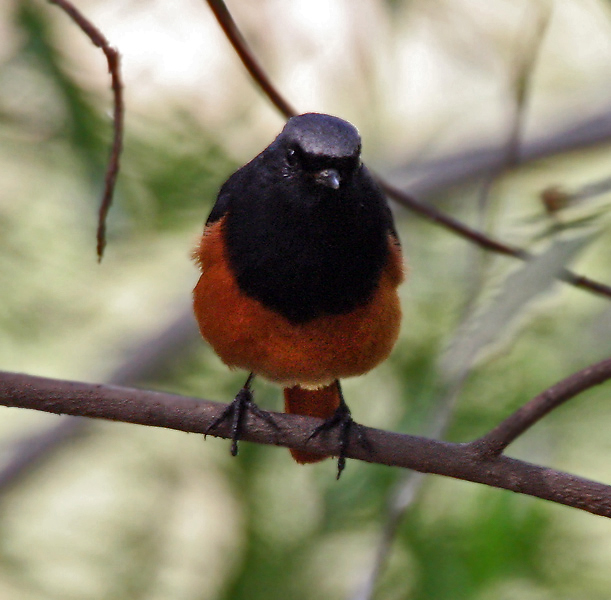
Házi rozsdafarkú (Phoenicurus ochruros)
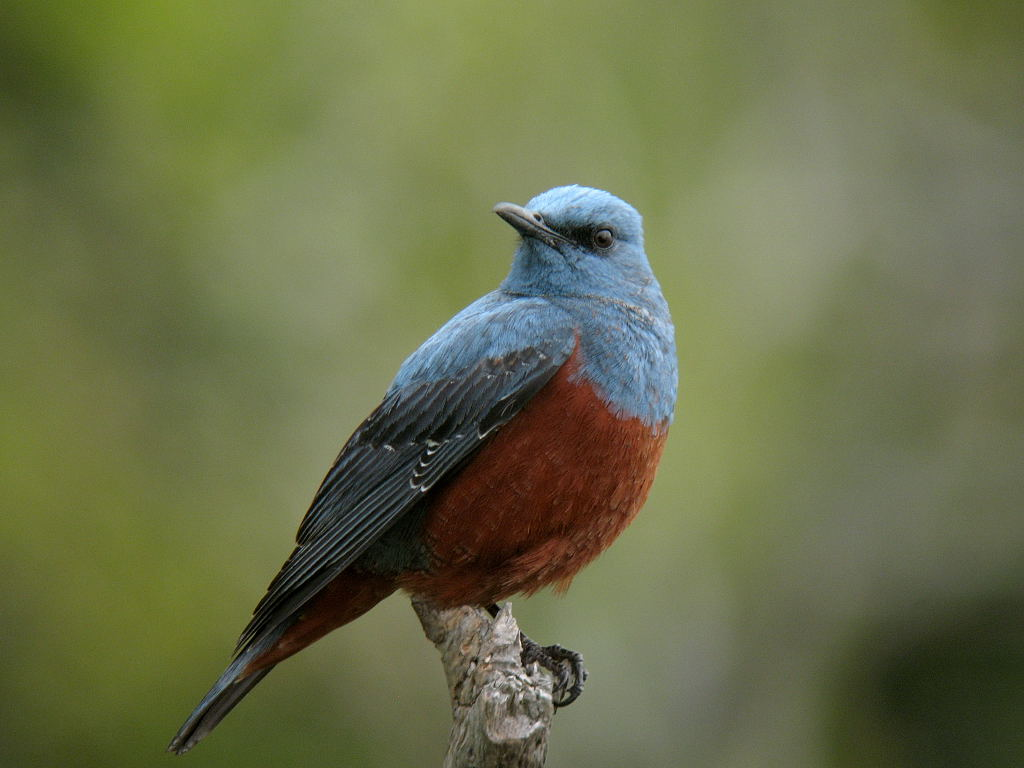
kék kövirigó (Monticola solitarius)
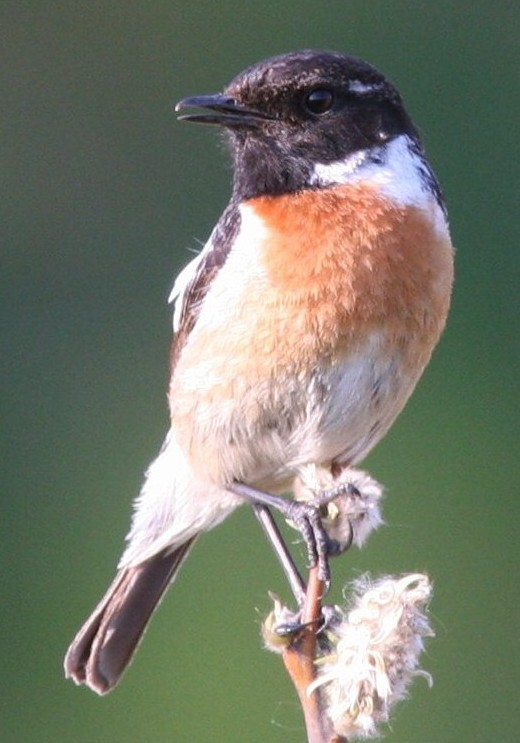
cigánycsuk (Saxicola rubicola)
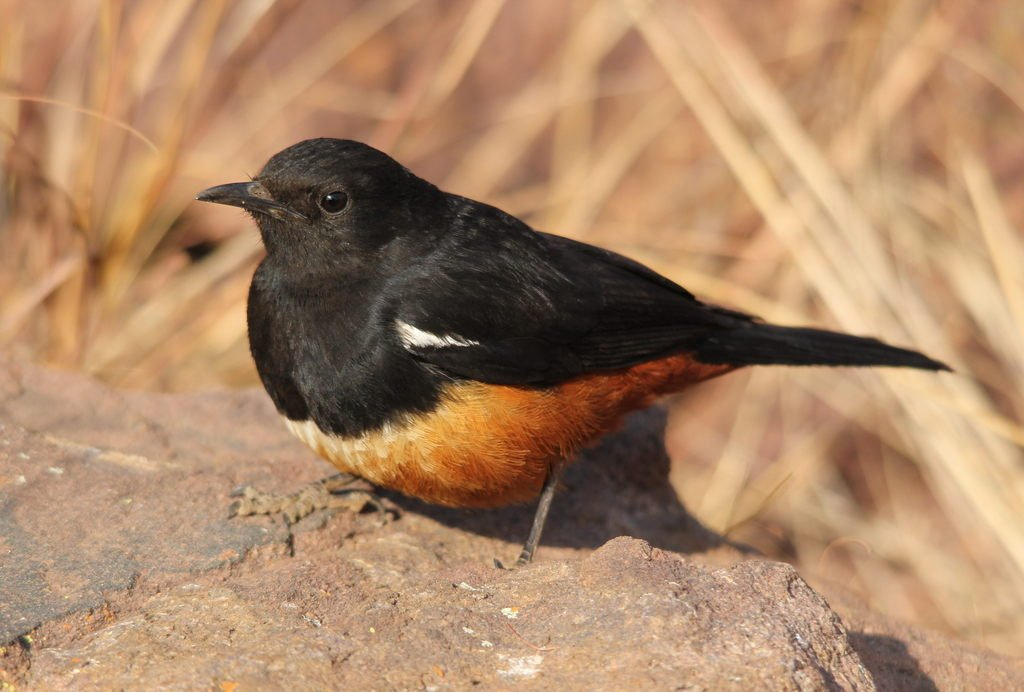
Vöröshasú szirticsuk (Thamnolaea cinnamomeiventris)
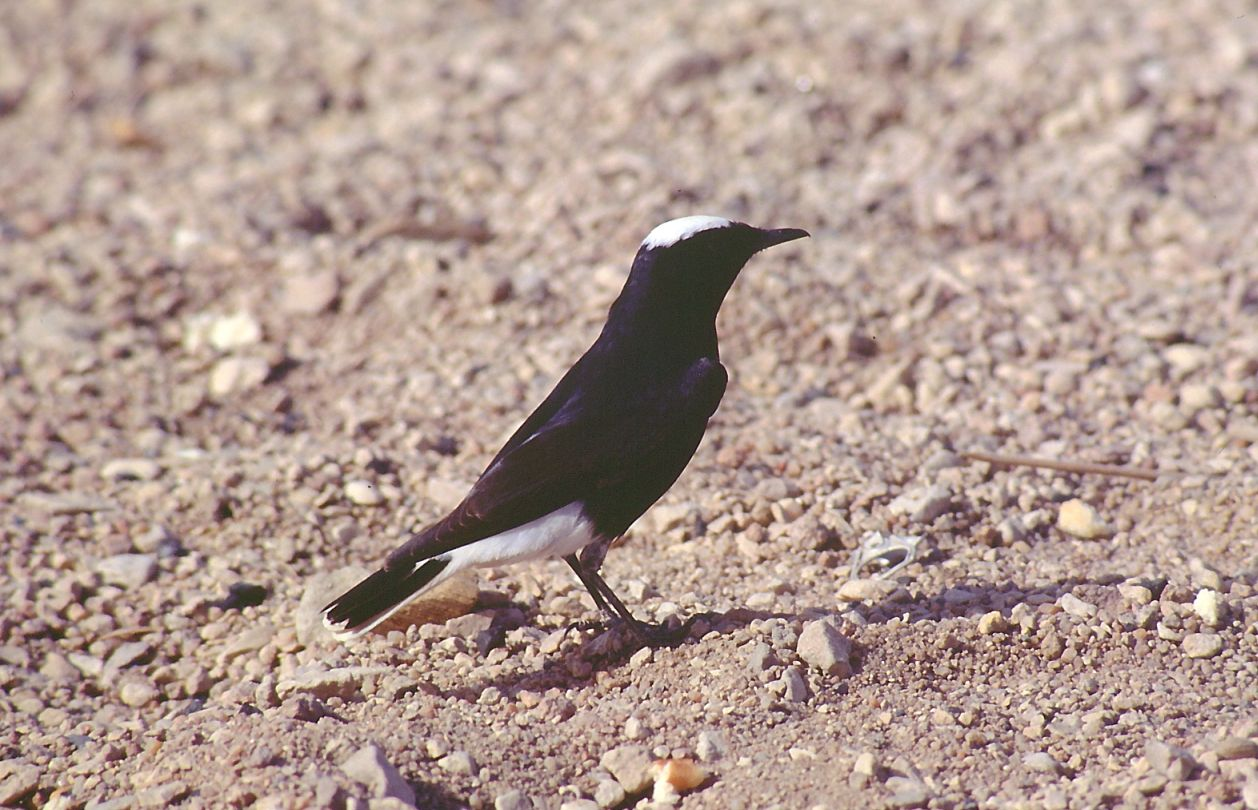
Koronás hantmadár (Oenanthe leucopyga)
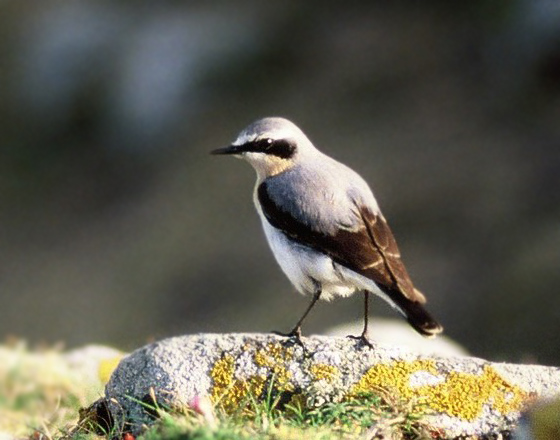
Hantmadár (Oenanthe oenanthe)